# كتاب الملاحة

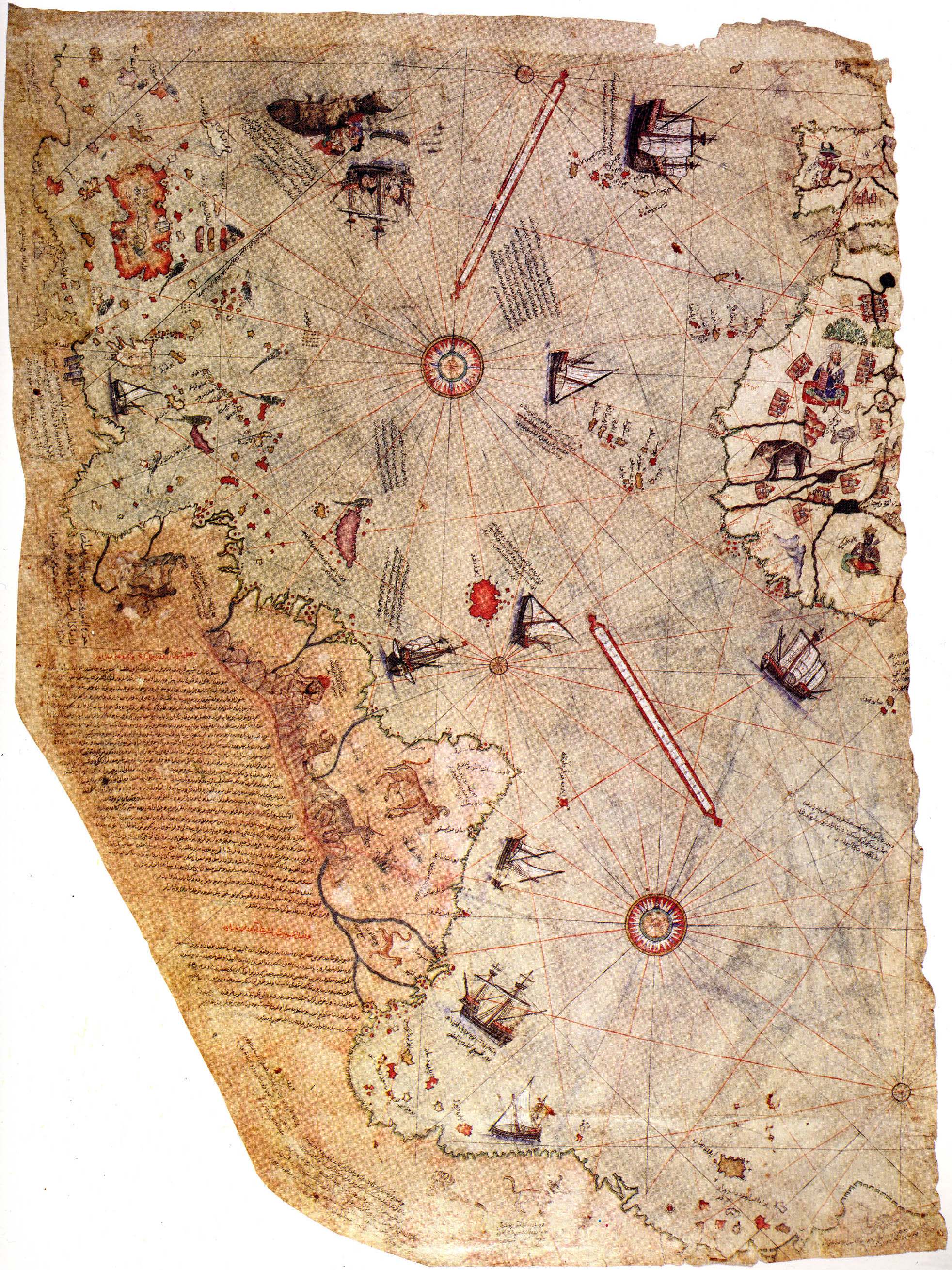

كتاب الملاحة، قام بيري رئيس الذي توفي حوالي 1554 ميلادي بتأليف هذا العمل العظيم في عام 1525ميلادي وأهداه للسلطان سليمان الأول العظيم وتمت مراجعة الكتاب الذي يتناول الملاحة والتوسُّع فيه بعد ذلك، ولد بيري رئيس في غيليبولو (غاليبولي) حوالي عام 1470ميلادي، وأصبح أميرالاً عثمانياً وجغرافياً ورساماً للخرائط، إن المخطوطة الحالية، التي صُممت على الأرجح في أواخر القرن السابع عشر، مبنية على النسخة الأخيرة الموسَّعة وتحتوي على 240 خريطة ومخطط مصممة تصميماً رائعاً، وتتضمن خريطة للعالم برسم بياني للأمريكتين صحيفة 41 أ وخراط للخطوط الساحلية وبها الخلجان وشبه الجزر والجزر والجبال ومدن حوض البحر المتوسط والبحر الأسود، يبدأ هذه العمل بوصف لخط ساحل الأناضول وجزر بحر إيجة وشبة جزيرة بيلوبونيز والسواحل الشرقية والغربية لبحر الأدرياتيكي، يصف الكتاب الشواطئ الغربية لإيطاليا وجنوب فرنسا وأسبانيا وشمال إفريقيا وشرق البحر المتوسط وغرب الأناضول والجزر المتعددة التي تقع شمال كريت وبحر مرمرة ومضيق البسفور والبحر الأسود، وينتهي الكتاب بخريطة لشواطئ بحر قزوين، في الصحيفة 374أ.

## محتوى الكتاب
المخطوطة الحالية، التي صُممت على الأرجح في أواخر القرن السابع عشر، مبنية على النسخة الأخيرة الموسَّعة وتحتوي على 240 خريطة ومخطط مصممة تصميماً رائعاً، وتتضمن خريطة للعالم برسم بياني للأمريكتين صحيفة 41 أ وخراط للخطوط الساحلية وبها الخلجان وشبه الجزر والجزر والجبال ومدن حوض البحر المتوسط والبحر الأسود، يبدأ هذه العمل بوصف لخط ساحل الأناضول وجزر بحر إيجة وشبة جزيرة بيلوبونيز والسواحل الشرقية والغربية لبحر الأدرياتيكي، يصف الكتاب الشواطئ الغربية لإيطاليا وجنوب فرنسا وأسبانيا وشمال إفريقيا وشرق البحر المتوسط وغرب الأناضول والجزر المتعددة التي تقع شمال كريت وبحر مرمرة ومضيق البسفور والبحر الأسود، وينتهي الكتاب بخريطة لشواطئ بحر قزوين، في الصحيفة 374أ.

## معرض الصور

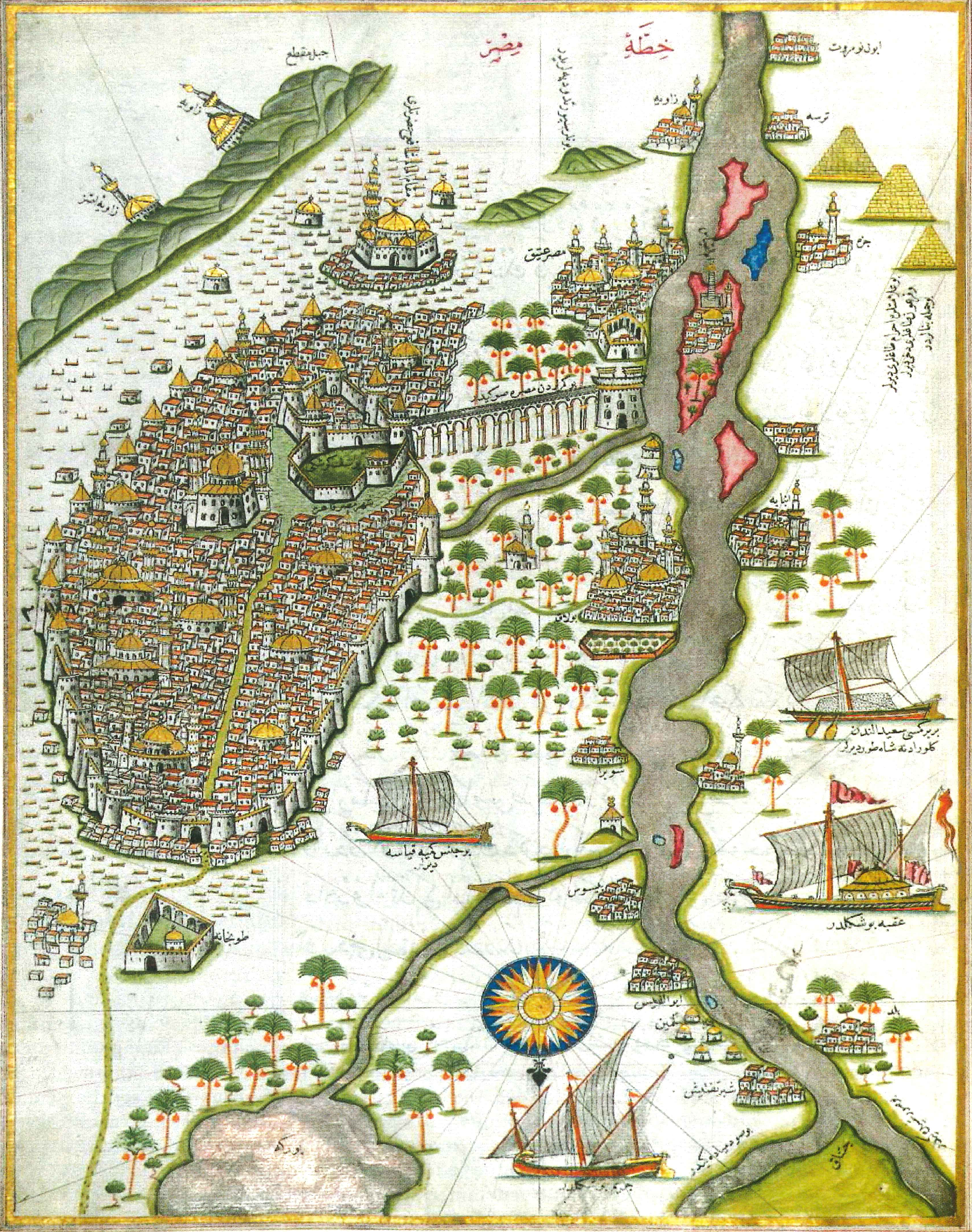
مدينة القاهرة ودلتا نهر النيل
خريطة العالم